# Eublemma partitella
Eublemma partitella là một loài bướm đêm trong họ Erebidae.